# Jasmin Tabatabai
Jasmin Tabatabai, née le 8 juin 1967 à Téhéran, est une actrice et chanteuse irano-allemande

## Biographie
Jasmin Tabatabai est née d'un père iranien et d'une mère allemande. Elle vit à Téhéran jusqu'à la révolution iranienne en 1979, elle émigre alors avec sa mère en Allemagne. Après son cursus scolaire, elle étudie l'art dramatique à la Hochschule für Musik und Darstellende Kunst Stuttgart. Peu de temps après, elle fait son entrée dans le monde du cinéma et a tenu des rôles principaux ou secondaires dans plus de quarante films. Elle est découverte en 1992 comme personnage principal du film Les Enfants de la grand-route (en) d'Urs Egger (en), pour lequel elle reçoit le prix d'interprétation féminine au Festival international du film d'Amiens. Au cours de ses premiers travaux en tant qu'actrice à Berlin, elle cofonde le groupe Even Cowgirls get the Blues comme chanteuse et auteur-compositeur.
Elle gagne en notoriété en 1997 avec le film Bandits. Elle est aussi l'auteure de plusieurs chansons de la bande originale du film.
Le premier album solo de Jasmin Tabatabai, Only Love, paraît en 2002 en même temps que le single After You Killed Me. Peu de temps après, elle fonde son propre label, polytrash. Elle compose également des chansons pour la bande originale du film Iron Jawed Angels (2004) avec le musicien américain Tico Zamora (en), qu'elle a épousé l'année précédente.

## Filmographie

### Cinéma
- 1994 : Les Enfants de la grand-route (en) d'Urs Egger (en) : Jana Kessel
- 1995 : Die Mediocren de Matthias Glasner : Robin
- 1996 : Die Putzfraueninsel de Peter Timm : Irma Caspari
- 1997 : Nuits perdues de Angeliki Antoniou : Hélena
- 1997 : Bandits de Katja von Garnier : Luna
- 1997 : Bandagistenglück de Maria Teresa Camoglio : Aysun
- 1999 : Gomez - Kopf oder Zahl de Edward Berger : Suat
- 1999 : Gierig de Oskar Roehler : Natascha
- 1999 : Late Show de Helmut Dietl : Carla Sperling
- 2000 : Gripsholm de Xavier Koller : Billie
- 2000 : L'Insaisissable (Die Unberührbare) de Oskar Roehler : Meret
- 2001 : Pieces of My Heart de Peter Stauch : Sarah
- 2001 : Mondscheintarif de  Ralf Huettner : Johanna 'Jo'
- 2001 : Jeans de Nicolette Krebitz : Jasmin
- 2002 : Nogo de Gerhard Ertl et Sabine Hiebler : Lisa
- 2003 : Sams in Gefahr de Ben Verbong : Frau Müller-Klessheim
- 2004 : Sergeant Pepper de Sandra Nettelbeck : Taxifahrerin
- 2005 : Fremde Haut de Angelina Maccarone : Fariba Tabrizi
- 2006 : Fay Grim de  Hal Hartley : 'Milla
- 2006 : Quatre Minutes (Vier Minuten) de Chris Kraus : Ayse
- 2006 : Les Particules élémentaires de Oskar Roehler : Yogini
- 2007 : Une avalanche de cadeaux (Meine schöne Bescherung) de Vanessa Jopp : Rita
- 2007 : Blood and Chocolate de Katja von Garnier : Nightclub Singer
- 2008 : La Bande à Baader de Uli Edel : Hanne
- 2009 : Altiplano  de Peter Brosens et Jessica Hope Woodworth : Grace
- 2009 : Deutschland 09 - 13 kurze Filme zur Lage der Nation (segment Die Unvollendete) : Susan Sontag

### Télévision

#### Téléfilms
- 1992 : Dann eben mit Gewalt de Rainer Kaufmann : Aysche
- 1994 : Lemgo de Jörg Grünler : Vera Vinyl
- 1995 : Zaubergirl de Vivian Naefe : Jennys Freundin
- 1996 : Unbeständig und kühl de Sandra Nettelbeck : Nina
- 1999 : Le Masque du tueur de Thomas Berger : Valerie Henninger
- 2005 : La Blessure d'Andréa  de Anna Justice : Günes
- 2011 : Beutolomäus und die Wunderflöte de Andrea Katzenberger : Miranda

#### Séries télévisées
- 1995 : Tatort (saison 1, épisode 316 : Herz-As) : Elfie Martens
- 1995 : Alles außer Mord! (saison 2, épisode 3 : Das Kuckucksei) : Marianne Diefenbach
- 1997 : Der Mordsfilm (épisode : Saskia - Schwanger zum Sex gezwungen) : Romana Uminska
- 2001 : Ein unmöglicher Mann : Annelis Anwältin
- 2004 : Wolff, police criminelle (saison 12, épisode 10 : Double meurtre) : Anke Voller
- 2007 : Die ProSieben Märchenstunde (saison 3, épisode 3 : Die Prinzessin auf der Erbse - Qual der Wahl royal) : Gundula von Natterstein
- 2010 : Commissaire Brunetti (saison 10, épisode 2 : La Petite Fille de ses rêves) : Rani Vega
- 2010 : Der Staatsanwalt (saison 4, épisode 2 : Tödliche Erkenntnis) : Gabriele Wagner
- 2011 : Mick Brisgau (Der Letzte Bulle) (saison 2, épisode 12 : Coma) : Iris Sauke
- 2011 : Double jeu (saison 1, épisode 16 : Rückkehr) : Julia George
- 2012 : Kommissarin Lucas (saison 1, épisode 16 : Die sieben Gesichter der Furcht) : Gohar Ardeshir

## Discographie

### Albums
- Only Love (2002)
- Only Live (2003) - album de concert
- I ran (2007)
- Eine Frau (2011) - Jasmin Tabatabai & David Klein Orchester
- Was sagt man zu den Menschen, wenn man traurig ist? (2016) - Jasmin Tabatabai & David Klein Orchester

### Bandes originales
- Bandits (1997)
- Iron Jawed Angels (2004)
- Blood and Chocolate (2007)